# Santuário dos grandes deuses de Samotrácia

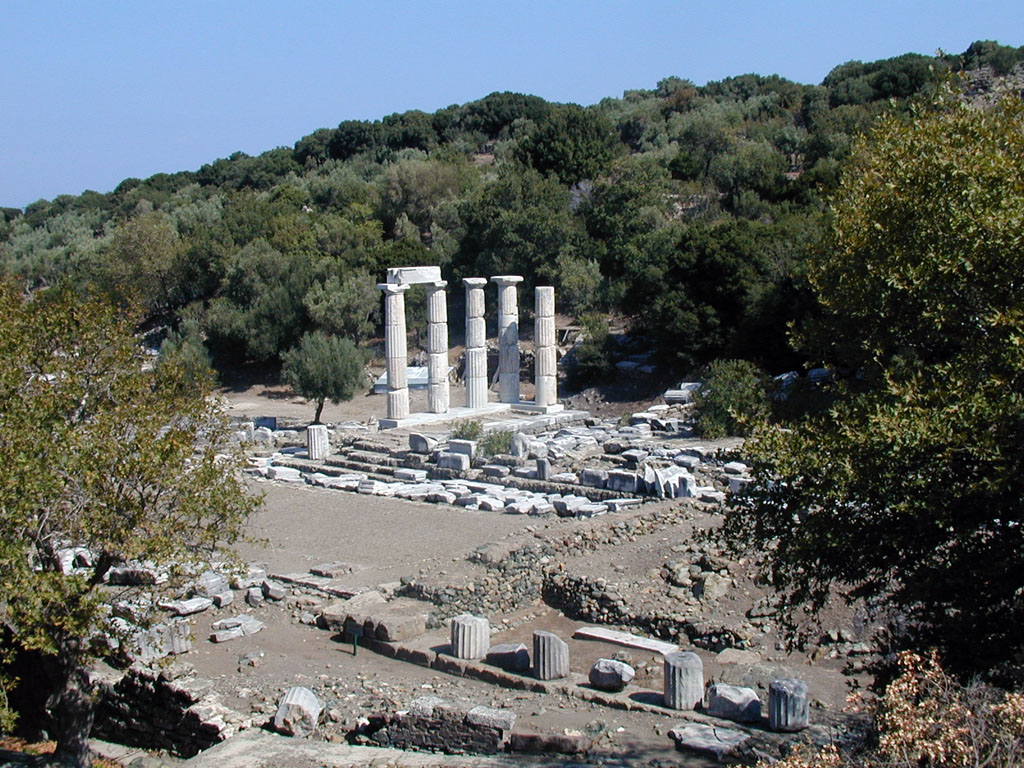
Vista das ruínas do Hierão (13)

Santuário dos grandes deuses de Samotrácia é um dos principais santuários pan-helênicos, situado na ilha de Samotrácia, na costa da Trácia. Construído imediatamente a oeste das fortificações da cidade de Samotrácia, não dependia dela, como demostram o envio de embaixadores da cidade ao santuário por ocasião de festas. O santuário era celebre em todo o mundo grego pelo culto de mistérios que ali se praticava. Mistérios cabíricos, que não era menos renomado que o de Elêusis e do que o nome dos homens que foram ali iniciados: o historiador Heródoto, um dos raros autores a ter dado informações sobre a natureza dos mistérios; o rei de Esparta, Lisandro, e numerosos atenienses, o culto é mencionado por Platão e Aristófanes. 
Um período de espetacular desenvolvimento ocorreu durante o período helenista, quando se tornou, no reinado de Felipe II, um tipo de santuário nacional da Macedônia, onde sucessores de Alexandre o grande rivalizavam em munificiência. 
Era um importante lugar de culto ainda na época do Império Romano, o próprio imperador Adriano o visitou e o escritor Marco Terêncio Varrão descreveu uma parte dos mistérios, antes deles se desfazerem ao fim da antiguidade tardia.

## Culto dos grandes deuses
A identidade e natureza das deidades veneradas no santuário permanecem enigmáticas, principalmente porque era tabu pronunciar seus nomes. Fontes literárias da antiguidade referem-se a eles com o nome coletivo de Cabiros (Grego:Κάβειροι, transl. Kabeiroi), enquanto nas inscrições locais eram referidos simplesmente como deuses ou grandes deuses (Grego: ).

### Opanteãode Samotrácia

Planta do santuário, com a cronologia das construções

O panteão dos grandes deuses consiste de numerosas deidades ctônicas, na maioria anteriores à chegada dos colonos gregos, no século VII a.C., reagrupados ao redor da figura central da Grande Mãe.
- A Grande Mãe, deusa frequentemente registrada em moedas de Samotrácia como uma mulher sentada, com um leão ao seu lado. Seu nome secreto original era Axiéros. Associada com a Grande Mãe da Anatólia, com Cibele,a deusa da Frígia, e com a deusa mãe de Troia do monte Ida. Os gregos associaram suas qualidades à deusa da fertilidade Deméter. A Grande Mãe é a toda-poderosa senhora do mundo selvagem das montanhas, venerada sobre as rochas sagradas onde eram oferecidos sacrifícios. Dentro do santuário de Samotrácia, seus altares correspondem a porfírias, afloramentos rochosos de várias cores (vermelho, verde,azul ou cinza). Para seus fiéis, seu poder também se manifestava em veios de ferritas magnéticas, de que faziam anéis que usavam como forma de identificação. Alguns exemplares foram encontrados no cemitério vizinho ao santuário.
- Em Samotrácia se veneravam também Hecate, com o nome de Zeríntia, e Afrodite-Zeríntia, duas importantes divindades, com igual devoção. Ali esse culto se distanciou do da Grande Màe e se identificou mais com divindades mais familiares aos gregos.
- Cadmilo, o esposo de Axieros, é um deus da fertilidade identificado pelos gregos com Hermes, uma divindade cujos símbolos eram uma cabeça de carneiro e um bastão (kerykeion), um evidente símbolo fálico, e que pode ser encontrado com alguma frequência.
- Duas outras deidades masculinas acompanham Cadmilo. Eles correspondem aos dois legendários heróis que fundaram os mistérios de Samotrácia, os irmãos Dardanos e Éetion. Eles eram associados aos Dióscuros, dois populares gêmeos protetores dos marinheiros em perigo.
- Um par de divindades do submundo, Axiokersos e Axiokersa, eram identificados com Hades e Perséfone, mas não parecia fazer parte do grupo original de deidades pré-helênicas. A lenda, familiar aos gregos, do rapto da deusa da fertilidade pelo deus do subsolo também era parte dos dramas sacros celebrados em Samotrácia, embora menos que em Elêusis.
- durante um período tardio, este mesmo mito foi associado com o casamento de Cadmo e Harmonia, possivelmente pela semelhança com os nomes de Cadmilo e Electra.

### Os ritos

Samotrácia situa-se no canto superior direito.

O espaço do santuário era aberto a todos que desejassem cultuar os deuses, embora as edificações consagradas aos mistérios era reservada somente aos iniciados. Os ritos mais comuns não se distinguiam daqueles praticados nos outros santuários gregos: preces e súplicas acompanhadas de sangrentos sacrifícios de animais domésticos (carneiros e porcos), queimados em holocausto no fogo sagrado, assim como libações feitas às divindades ctônicas nos tanques rituais de forma circular ou retangular, os botros (bothroi). eram utilizados numerosos altares de pedra, o maior coberto, no fim do século IV a.C. por uma cobertura monumental ( 11).
O grande festival anual, para o qual vinha gente de toda Grécia, provavelmente ocorria no meio de julho. Consistia ne representação de uma peça sagrada, mostrando o casamento ritual (hiero gamos). Ele ocorria no edifício com o friso das bailarinas, construída no século IV a.C.. Nesta era se acreditava que a procura da virgem desaparecida e seu casamento com o deus do submundo representava o casamento de Cadmo e Harmonia. O friso que dá nome ao recinto pode ser uma alusão a esse casamento.
Por volta de 200 a.C., uma competição dionisíaca foi adicionada ao festival, facilitada pela construção de um teatro (10) oposto ao grande altar (11). De acordo com mitos locais, foi nessa época que a cidade de Samotrácia honrou o poeta Iasos em Cária por ter composto a tragédia Dardanos e ter feito outros sobre a ilha, a cidade e o santuário.
Numerosas ofertas votivas eram feitas ao santuário, e eram guardadas num edifício próprio, próximo ao grande altar (12). As oferendas podiam ser estátuas de bronze, mármore ou argila, armas, vasos, etc. Outrossim, como Samotrácia era local de frequentadas rotas marítimas, o culto das Cabíriasera muito popular, e numerosas ofertas votivas , embora muito modestas não menos intensas, lhes eram destinadas: conchas e anzóis foram encontrados em escavações, ofertas de marinheiros e pescadores pela proteção contra os perigos do mar.

### A iniciação
A característica única do culto de mistérios em Samotrácia era sua abertura, em comparação com Elêusis, a iniciação não tinha pré-requisitos de idade, género, posição ou nacionalidade. Todos, homens, mulheres, adultos e crianças, gregos ou não, o livre, o liberto ou o escravo podiam participar. A iniciação não era limitada a uma data precisa, e podia-se ser iniciado nos dois graus sucessivos dos mistérios no mesmo dia, a única condição era de fato estar presente no santuário.
A primeira etapa da iniciação era a myésis, o mystes, quer dizer o iniciado, recebia a revelação de um relato sagrado e símbolos sagrados lhe são mostrados. No caso de Heródoto, a revelação mostrou a interpretação dos símbolos itifálicos de Hermes - Cadmilo. segundo Varrone, o símbolo revelados nesta ocasião representavam o céu e a terra. Como resultado dessa revelação, que devia permanecer secreta, o iniciado tinha assegurado alguns privilégios, como a esperança de uma vida melhor, proteção no mar, e a promessa, como em Elêusis de um pós-morte mais feliz. Durante a cerimonia, o iniciado recebia uma faixa de pano vermelha, amarrada na cintura que se supõe ser um talismã protetor. Um anel de ferro exposto ao divino poder de pedras magnéticas era provavelmente outro símbolo de proteção entregue durante a iniciação.

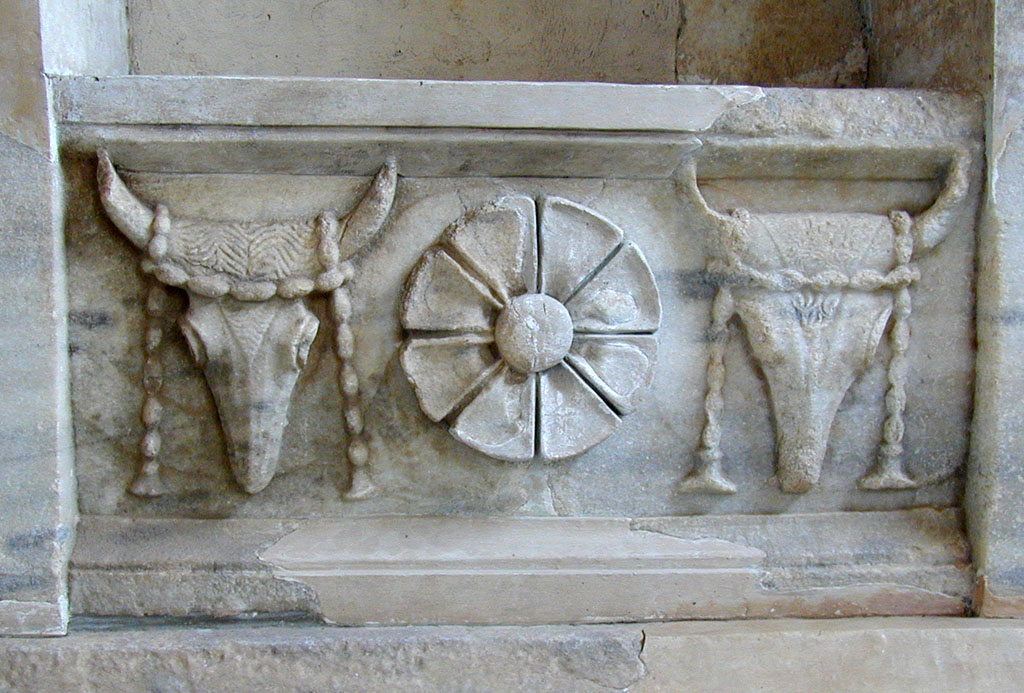
Friso com bois, da rotunda de Arsinoé (15)

A preparação para a iniciação ocorria numa pequena construção ao sul do Anáctoro (16), um tipo de sacristia onde o iniciado era vestido de branco e recebia uma lâmpada. A myésis então ocorria no Anáctoro, literalmente Casa dos senhores, grande salão capaz de acomodar numerosos fiéis já iniciados, que podiam assistir a cerimonia sentados em bancos ao longo das paredes. O candidato à iniciação praticava uma lavagem ritual em tanque situado no canto sudeste e então fazia uma libação aos deuses em um fosso circular. Ao fim da cerimonia, ele tomava seu lugar sentado numa plataforma de madeira circular em frente à porta principal enquanto danças rituais ocorriam ao seu redor. Era então levados ao salão norte, o santuário onde recebia a revelação propriamente dita. O acesso a esse santuário era interdito a todas as pessoas não iniciadas. Recebia um documento atestando sua iniciação nos mistérios e podia, ao menos no período final, pagar para ter seu nome gravado em uma placa comemorativa.
O segundo grau da iniciação era chamado épopteia, literalmente a contemplação. Em vez de um ano de intervalo entre os graus, como exigido em Eleusis, o segundo grau, não obrigatório, em Samotrácia podia ser obtido imediatamente após a myésis. A despeito disso, era realizado por um pequeno número de iniciados, que nos leva a crer que envolvia outras condições, embora não fossem nem financeiras nem sociais. Lehman assegura que envolvia condições morais, quando o candidato era interrogado e devia confessar seus pecados. Esta audiência ocorria à noite em frente ao Hierão (13). Escavações revelaram a base do que devia ser uma tocha gigante. De um modo geral, a descoberta de numerosas lâmpadas e tochas naquele lugar demonstra a natureza noturna dos ritos principais. Depois do interrogatório e eventual absolvição certificada pelo sacerdote ou oficiante, o candidato era trazido ao Hierão, que também funcionava como épopteion, ou lugar de contemplação, onde ocorria um ritual de purificação e sacrifícios eram feitos num espaço sagrado , localizado no centro do recinto. Era conduzido aos fundos do prédio, que tinha a forma de uma gruta. O hierofante, também conhecido como iniciador, tomava seu lugar numa plataforma na abside onde recitava a liturgia e expunha os símbolos dos mistérios.
Durante a era romana, cerca do ano 200, a entrada do Hierão foi modificada para permitir a entrada de vitimas para serem sacrificadas. Um parapeito foi construído para proteger os espectadores e uma cripta foi posta dentro da abside. Essa modificação permitiu a celebração do Kriobolia e do Taurobolia do culto anatoliano da Grande Mãe, agora introduzidos na epoptéia. Os novos ritos faziam o iniciado, ou somente o sacerdote em seu nome, descer por uma fossa onde o sangue dos animais sacrificados era vertido sobre ele, selando um rito de natureza batismal.

### A organização do santuário

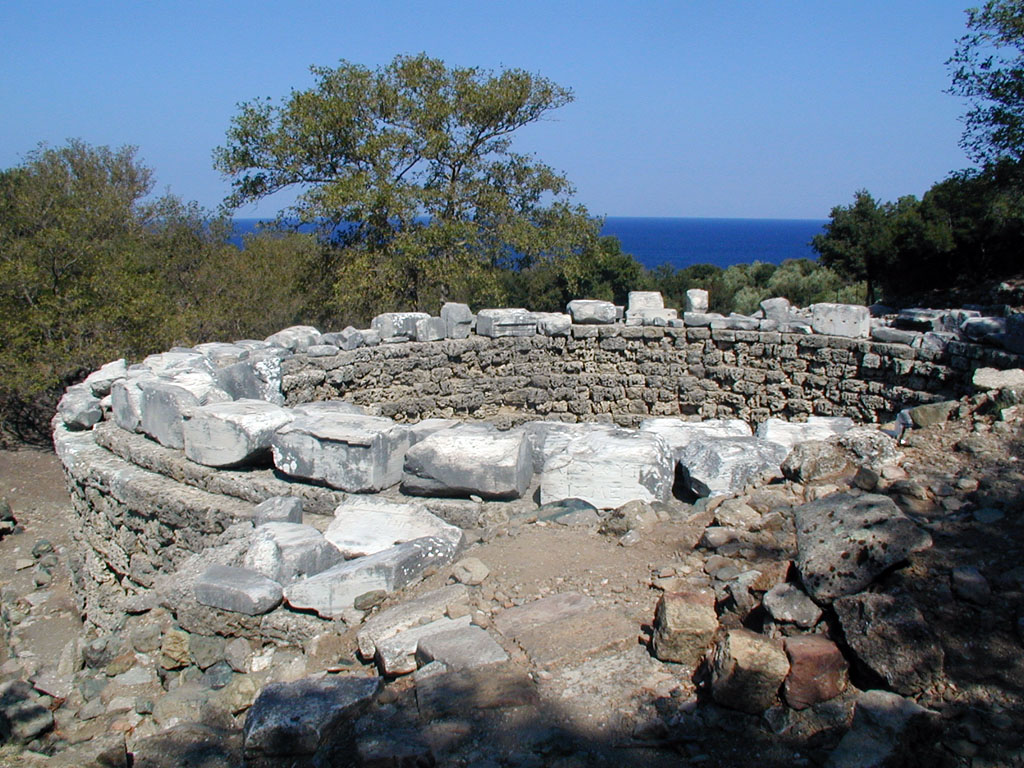
Fundações da rotundaArsinoé (15)

A planta do santuário de Samotrácia pode parecer confusa a primeira vista, isso é resultado da topografia muito particular do local, assim como da sucessão de diferentes etapas de construção repartidas por dois séculos. O santuário ocupa, na face ocidental do monte Hagios Georgios, três terraços estreitos, separados por dois canais de água. A entrada é pelo lado leste através do propileu (propylaeum) de Ptolomeu II, conhecido como Ptolémaion (20) que protege o lado ocidental e funciona como ponte. Imediatamente a oeste, no primeiro terraço, uma depressão cercada de degraus circulares, com um altar no centro, devia servir de área de sacrifícios, embora não se possa saber com precisão sua função. Um caminho tortuoso descia pelo terraço principal onde se encontravam os principais monumentos do culto. Um grande tolo, o Arsinoéion, ou como é chamada, a rotunda de Arsinoé (15), a maior sala circular coberta do mundo grego (20 metros de diâmetro ), servia para acolher os theóres, os embaixadores sacros delegados pelas cidades ou associações às grandes festas do santuário. A decoração com rosetas e bucrânios (cabeças de boi ornadas com guirlandas) faz pensar que sacrifícios podiam também acontecer. A rotunda foi construída sobre uma base mais antiga ainda, mesmo que dela só sobreviveram as fundações. A direita do páteo aberto a direita do santuário, acha-se o maior edifício, O Prédio do friso das bailarinas (14), as vezes chamado Têmeno, local que corresponde a uma área fechada monumental muito mais antiga. A reconstituição de sua planta varia consideravelmente, segundo o autor. É em essência um salão precedido por um propileu jônico, decorado com o bem conhecido friso das bailarinas é atribuído ao celebrado arquiteto Escopas.
O edifício mais importante para o culto, o epoptéion, está localizado ao sul do Têmeno. Ele ostenta o nome de Hierão (13). Não se sabe quem dedicou este edifício, mas dada a magnificência foi certamente real. é uma espécie de templo, mas não tem periptério (filas de colunas) e só um simples próstilo (em parte restauradas). Os ornamentos arquitetônicos da fachada revelam grande elaboração. O espaço interior corresponde ao maior vão livre (11 metros) do mundo grego. a construção termina ao sul por uma abside inscrita, que constitui, como o altar de uma igreja, a parte mais sacra. Esta abside pode representar-segundo o estudioso R.Ginouvés-uma gruta destinada a rituais ctônicos. O altar principal, e a construção que abriga as ofertas votivas estão localizados a oeste do Hierão (11 e 12).

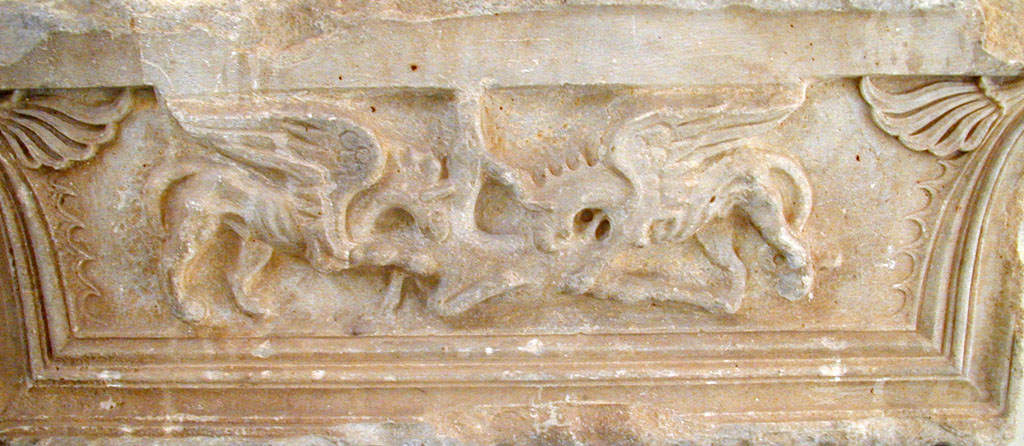
Capitel da fachada oeste do Propileu de Ptolomeu II (20)

O Anáctoro, edifício onde ocorria a myésis, localiza-se ao norte da rotunda de Arsinoé, e segundo as versões correntes é da era imperial.
O terceiro e final terraço, a oeste do centro espiritual do santuário, foi primariamente ocupado por edifícios votivos, como o Miletean, assim chamado por ter sido dedicado por um cidadão de Mileto (5), e o Neório, ou monumento naval (6). O edifício dos banquetes também era aqui (7). Três outros pequenos tesouros helênicos não são bem conhecidos (1, 2 e 3). Observando o terraço central, o espaço é todo dominado por um comprido pórtico (104 metros, 8) que atuava como um monumental plano de fundo do santuário, atras do teatro. É nesta parte do sitio que estão os mais recentes traços de ocupação, um quadrado forte bizantino construído com um tesouro, já que reutilizou o material das construções originais.

### Um santuário nacional macedônio
- E contaram que Felipe, depois de ser iniciado nos mistérios de Samotrácia ao mesmo tempo que Olímpias, ele mesmo ainda jovem e ela a criança órfã, apaixonou-se por ela e prometeu-se a ela , uma vez obtido o consentimento de seu irmão Arimbas 'Plutarco, Vida de Alexandre, II,2.

De acordo com Plutarco, foi assim que o rei macedônio Felipe II encontrou sua futura esposa Olímpias, a princesa de Epirote da dinastia eácida, durante sua iniciação nos mistérios de Samotrácia. Esta anedota histórica define a lealdade da dinastia argéada ao santuário, seguida pelas dinastias dos Diádocos, dos Ptolomeus e Antigônidas, que continuamente se revesaram em benfeitorias durante o século III a.C., durante sua dominação do Egeu setentrional.
O primeiro soberano a se distinguir e de quem restam traços epigráficos foi o filho de Felipe II e meio-irmão de Alexandre, Felipe III da Macedônia, que foi o principal benfeitor durante o século IV a.C., ele provavelmente encomendou o Têmeno em 340 a.C., o altar principal na década seguinte, o Hierão por 325 a.C., bem como o monumento dórico e a lateral da área circular leste, dedicada em seu nome por seu sobrinho Alexandre IV da Macedônia, que coreinou com ele de 323 a 317 a.C..

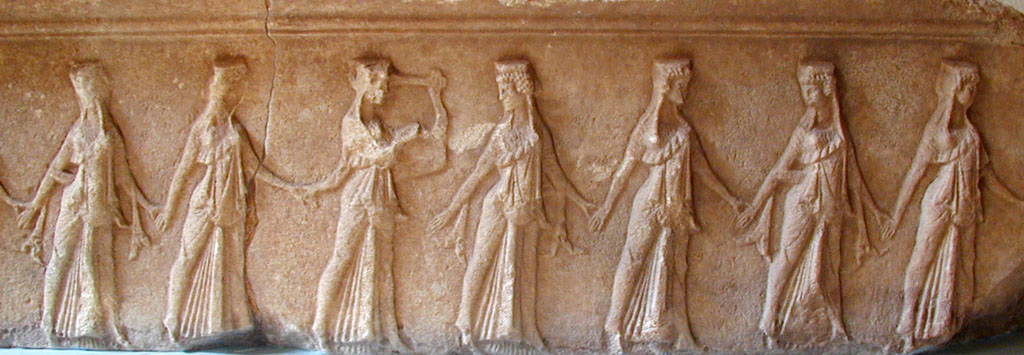
Friso das bailarinas, Têmeno (14)

A segunda fase das construções monumentais começa na década de 280 a.C. com a rotunda de Arsinoé II, que deve datar do período (288-281 a.C.) em que esta filha de Ptolomeu I foi casada com o diádoco Lisímaco, então rei da Macedônia. Viúva depois de sua morte em batalha em 281 a.C., ela casou com seu próprio irmão Ptolomeu II Filadélfio em 274 a.C.. Da monumental oferenda subsiste apenas um bloco da dedicatória acima da porta, de onde não se pode determinar o texto completo. O próprio Ptolomeu II fez construir o propileu que barra a entrada do santuário, a pulsante frota representada ali permite entender sua dominação sobre o essencial do mar Egeu e outras cortes trácias (Ainos, Maroneus), e as construções de Samotrácia são a testemunha dessa influência.
O restabelecimento da dinastia Antigônida no trono da Macedônia com Antígono II Gonatas logo levou a um confronto pela supremacia marítima do Egeu, e ele celebrou sua vitória na batalha naval de Cós pela dedicação de um de seus navios ao santuário, exposto num edifício construído (255-245 a.C.) como uma base ad hoc no terraço oeste, o Neório (6). Foi inspirado por outra construção semelhante, o neório de Delos, provavelmente do século IV a.C., que ele reutilizou dedicando outro de seus navios.
A guerra naval entre lagidas e antigônidas prosseguiu intermitentemente durante toda a segunda metade do século III a.C., até que Felipe V da Macedônia, o último rei antigônida a tentar estabelecer uma talassocracia macedônia, foi finalmente batido por uma aliança entre Rodes e Pérgamo. Uma coluna (17) foi dedicada a ele em frente a grande praça do terraço superior, pelos macedônios em 200 a.C.. Foi provavelmente durante um desses episódios que a monumental fonte contendo a proa de um navio em pedra calcária e a famosa Vitória alada foi construída (9). Pode ter sido oferenda tanto de Rodes quanto da Macedônia, embora uma analise da pedra usada na proa e o tipo de embarcação indiquem uma procedência de Rodes.
O santuário tornou-se o refugio final do último rei macedônio, Perseus, que veio à ilha após sua derrota na batalha de Pidna em 168 a.C., e ali foi aprisionado pelos romanos.
É citado na Bíblia (Atos, 16:11), em virtude da passagem breve do apóstolo Paulo pela ilha de Samotrácia, em uma viagem de barco que o levou a Nápoles.

## A exploração arqueológica

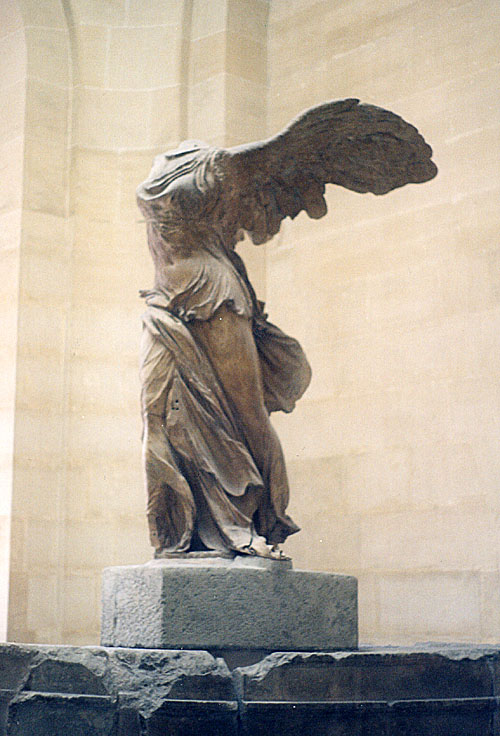
Vitória de Samotrácia, exposta no Louvre (9)

A fascinação pelos cultos de mistérios suscitou um interesse constante pelo local nos séculos XVII e XVIII. Os primeiros estudos arqueológicos foram obra da missão francesa de Deville e Conquart em 1866, depois da descoberta espetacular por Champoiseau, cônsul francês em Adrianópolis, da celebre estátua da vitória alada, hoje no museu do Louvre. O austríaco A. Conze foi o próximo a explorar o local em 1873 e 1876, revelando o Ptlomaion e a praça, e levou alguns achados superficiais do Hierão, do Arsineu e do Têmeno. Seu trabalho foi publicado em dois ricos volumes de uma tremenda qualidade para a época. Por um acordo com o governo turco, os austríacos partilharam seus achados , numerosos fragmentos arquitetônicos vieram para o Museu de História da Arte em Viena, enquanto outros foram para o Museu Galípoli ou para o Museu Arqueológico de Istambul, mas uma parte do material infelizmente desapareceu durante o transporte. 
Champoiseau retornou em 1891 para procurar os blocos que formavam a proa do navio sobre os quais a vitória estava instalada e descobriu o teatro (10). A Escola Francesa de Atenas e a Universidade de Praga (Salac e Chapouthier) também levaram a cabo escavações entre 1923 e 1927, antes da Universidade de Nova Iorque começar suas escavações em 1938, que revelaram o Anáctoro, interrompidas pela guerra, tempo durante o qual o local sofreu com a ocupação búlgara, voltaram em 1948 e continuam até o presente. Em 1956 uma reconstrução parcial (anastilose) da fachada do Hierão foi efetuada.